# Kolonie Jabłońskie
Kolonie Jabłońskie (d. Jabłonna Lacka-Kolonia) – część wsi Jabłonna Lacka w Polsce, położona w województwie mazowieckim, w powiecie sokołowskim, w gminie Jabłonna Lacka. 